# Morris Halle
Morris Halle (/ˈhæli/; 23 de julio de 1923–2 de abril de 2018) fue un lingüista letón-estadounidense y judío que se desempeñó como profesor de lingüística en el Instituto de Tecnología de Massachusetts (MIT). Considerado "el padre de la fonología moderna" por Noam Chomsky, es especialmente conocido por su trabajo pionero en fonología generativa, habiendo escrito "On acccent and juncture in English" (1956) con Chomsky y Fred Lukoff y The sound pattern of English (1968) con Chomsky. Adicionalmente, desarrolló con Samuel Jay Keyser la teoría más temprana de la métrica generativa.

## Vida y carrera
Halle nació bajo el nombre de Morris Pinkowitz (en letón: Moriss Pinkovics) el 23 de julio de 1923 en Liepāja, Letonia. En 1929 se mudó con su familia judía a Riga y en 1940 arribaron a Estados Unidos. De 1941 a 1943, estudió ingeniería en la Universidad de la Ciudad de Nueva York. Se enlistó en el Ejército de Estados Unidos en 1943 y culminó su servicio en 1946, año en el que ingresó a la Universidad de Chicago, donde obtuvo una maestría en lingüística en 1948. Más tarde, estudió en la Universidad de Columbia bajo la tutela de Roman Jakobson, se convirtió en profesor del  MIT en 1951 y obtuvo un doctorado en la Universidad de Harvard en 1955. Se retiró del MIT en 1996, pero se mantuvo activo en investigación y publicaciones. Halle hablaba fluidamente alemán, yiddish, letón, ruso, hebreo e inglés.
Halle estuvo casado por cincuenta y seis años con la pintora, artista y activista Rosamond Thaxter Halle, hasta su muerte en abril de 2011. Tuvieron tres hijos: David, John y Timothy.
Halle residió en Cambridge, Massachusetts. Falleció el 2 de abril de 2018, a la edad de 94 años.